# Saunasaari (ö i Egentliga Tavastland, Tavastehus, lat 61,00, long 24,51)
Saunasaari är en ö i Finland. Den ligger i sjön Katumajärvi och i kommunen Tavastehus i den ekonomiska regionen  Tavastehus ekonomiska region  och landskapet Egentliga Tavastland, i den södra delen av landet, 90 km norr om huvudstaden Helsingfors. Öns area är 0,4 hektar och dess största längd är 110 meter i nord-sydlig riktning.